# Station Vlissingen Souburg
Vlissingen Souburg (spreek uit: Soeburg) is een spoorwegstation in het tot de gemeente Vlissingen behorende Oost-Souburg.
Vlissingen Souburg vervult een belangrijke aanvullende functie ten opzichte van het wat excentrisch gelegen station Vlissingen en bedient naast de kern Oost-Souburg ook de noordelijke buitenwijken van Vlissingen. Het station ligt langs het Kanaal door Walcheren, nabij de draaibrug die Oost-Souburg verbindt met West-Souburg en de Vlissingse wijk Westerzicht. Het is het meest westelijk gelegen station van Nederland. 
Het station werd geopend in 1986 en is een typische voorstadshalte. Er zijn twee perrons, die niet tegenover elkaar liggen, maar zich aan weerszijden van de spoorwegovergang bevinden, de zogenaamde bajonetligging. Op het oostelijke perron stond oorspronkelijk een stationsgebouwtje met wachtruimte en loket, een standaardontwerp van architect Hans Bak. In 2007 werd het gebouwtje echter gesloopt; het bemande loket was in 2003 al  verdwenen. Op de plek van het vroegere loketgebouwtje heeft men het perron verbreed.
Ten behoeve van het voor- en natransport van de reiziger zijn er meerdere onbewaakte fietsenstallingen en fietskluizen aanwezig. Ook is er parkeergelegenheid voor auto's.

## Treinseries die stoppen op station Vlissingen Souburg
De volgende treinen van de NS doen station Vlissingen Souburg aan in de dienstregeling 2025:
| Serie | Treinsoort     | Route | Bijzonderheden |
| ----- | -------------- | --- | --- |
| 2200  | Intercity (NS) | Amsterdam Centraal – Amsterdam Sloterdijk – Haarlem – Leiden Centraal – Den Haag HS – Delft – Schiedam Centrum – Rotterdam Centraal – Dordrecht – Roosendaal – Vlissingen Souburg – Vlissingen | Rijdt op weekdagen overdag 1x/uur en vormt een halfuurdienst met series 2300 (tussen Amsterdam Centraal en Roosendaal) en 6500 (tussen Roosendaal en Vlissingen). 's Avonds en in het weekend rijdt deze serie 2x/uur. |
| 6500  | Sprinter (NS)  | Roosendaal – Bergen op Zoom – Goes – Middelburg – Vlissingen Souburg – Vlissingen | Rijdt doordeweeks 1x per uur. Rijdt niet 's avonds en in het weekend. |

In de late avond rijdt de op een na laatste Intercity richting Amsterdam Centraal niet verder dan Rotterdam Centraal. De laatste Intercity rijdt zelfs niet verder dan Roosendaal. Deze twee laatste treinen stoppen tussen Vlissingen en Roosendaal op alle tussengelegen stations.

## Busvervoer op station Vlissingen Souburg
De volgende buslijnen stoppen bij station Vlissingen Souburg:
| Lijn | Route | Vervoerder                      | Soort     | Opmerkingen                                              |
| ---- | --- | ------------------------------- | --------- | -------------------------------------------------------- |
| 57   | Middelburg, Station - Erasmuswijk - Reijershove - Vlissingen, Oost-Souburg - Binnenhaven - Binnenstad | (Van Oeveren) i.o.v. Connexxion | Stadsbus  | Gekoppeld aan lijn 58, rijdt niet 's avonds en op zondag |
| 58   | Middelburg, Station - Binnenstad - Stromenwijk - Vlissingen, West-Souburg - Bossenburgh - Middengebied - Binnenstad - Station                                                                             | (Van Oeveren) i.o.v. Connexxion | Stadsbus  | Gekoppeld aan lijn 57                                    |
| 633  | Zierikzee → Kerkwerve → Serooskerke → Noordwelle → Renesse → Haamstede → Westenschouwen → Neeltje Jans → Kamperland → Vrouwenpolder → Serooskerke → Sint Laurens → Middelburg → West-Souburg → Vlissingen | Connexxion                      | Schoolbus |                                                          |

## Afbeeldingen

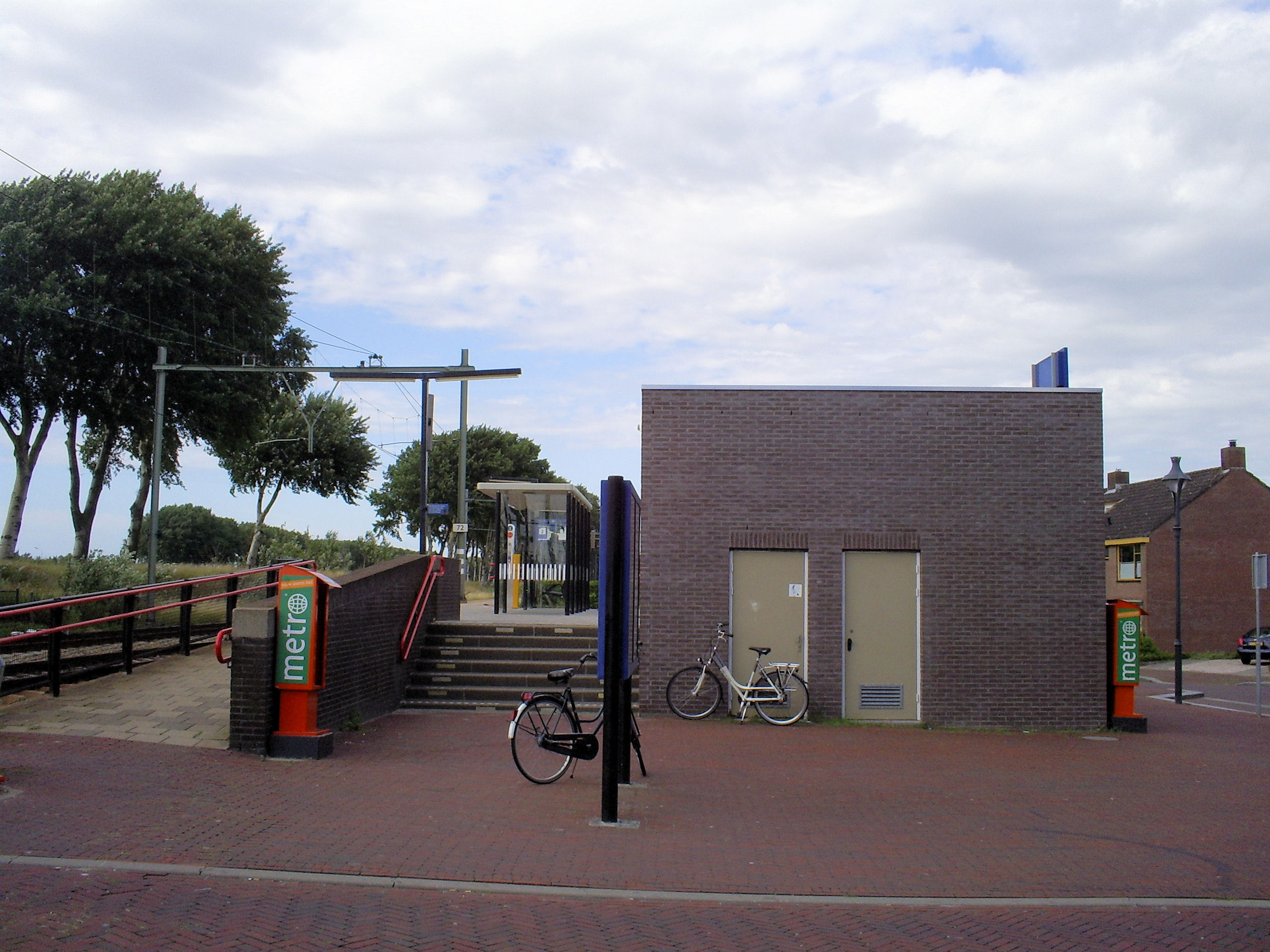
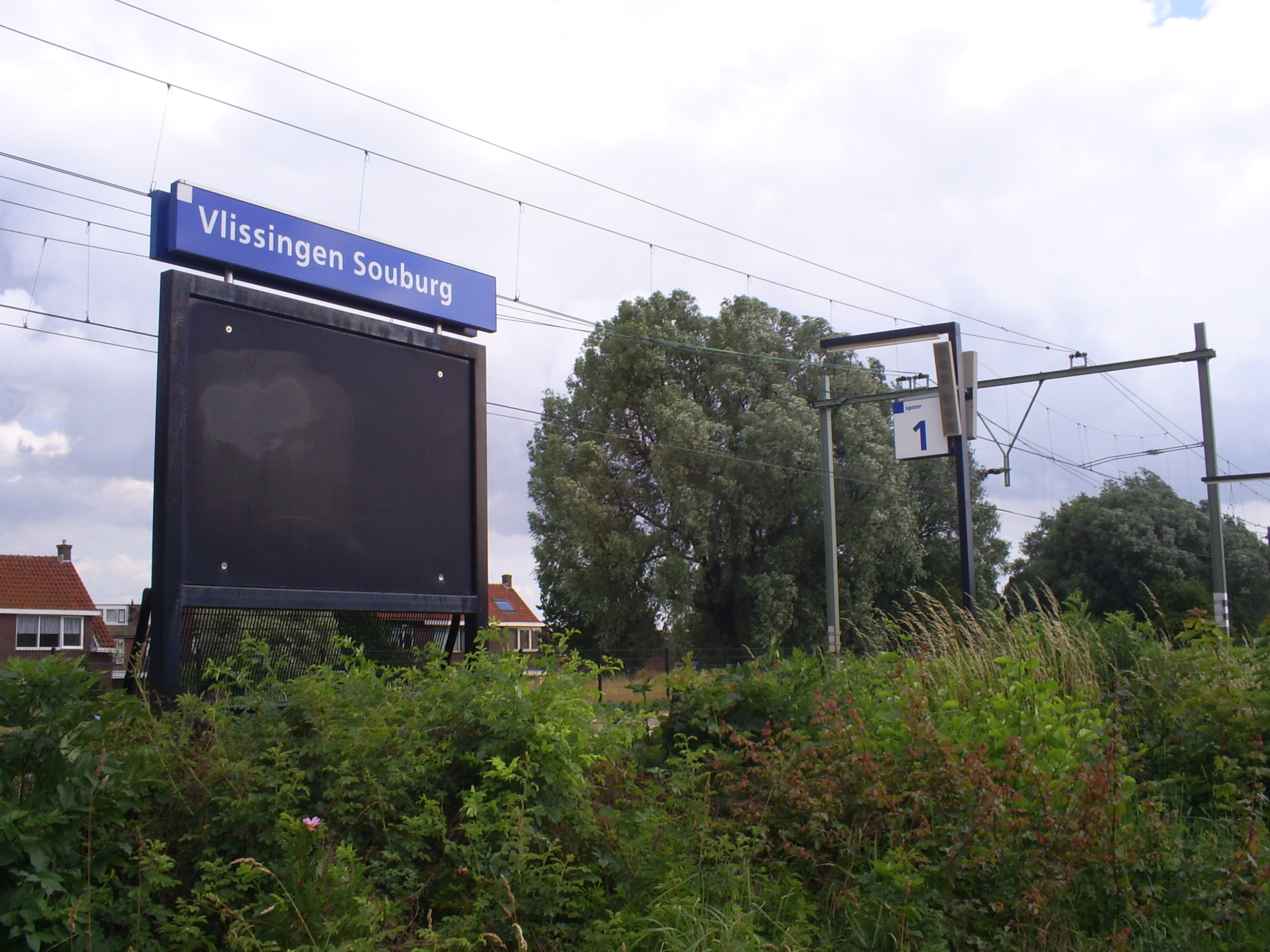
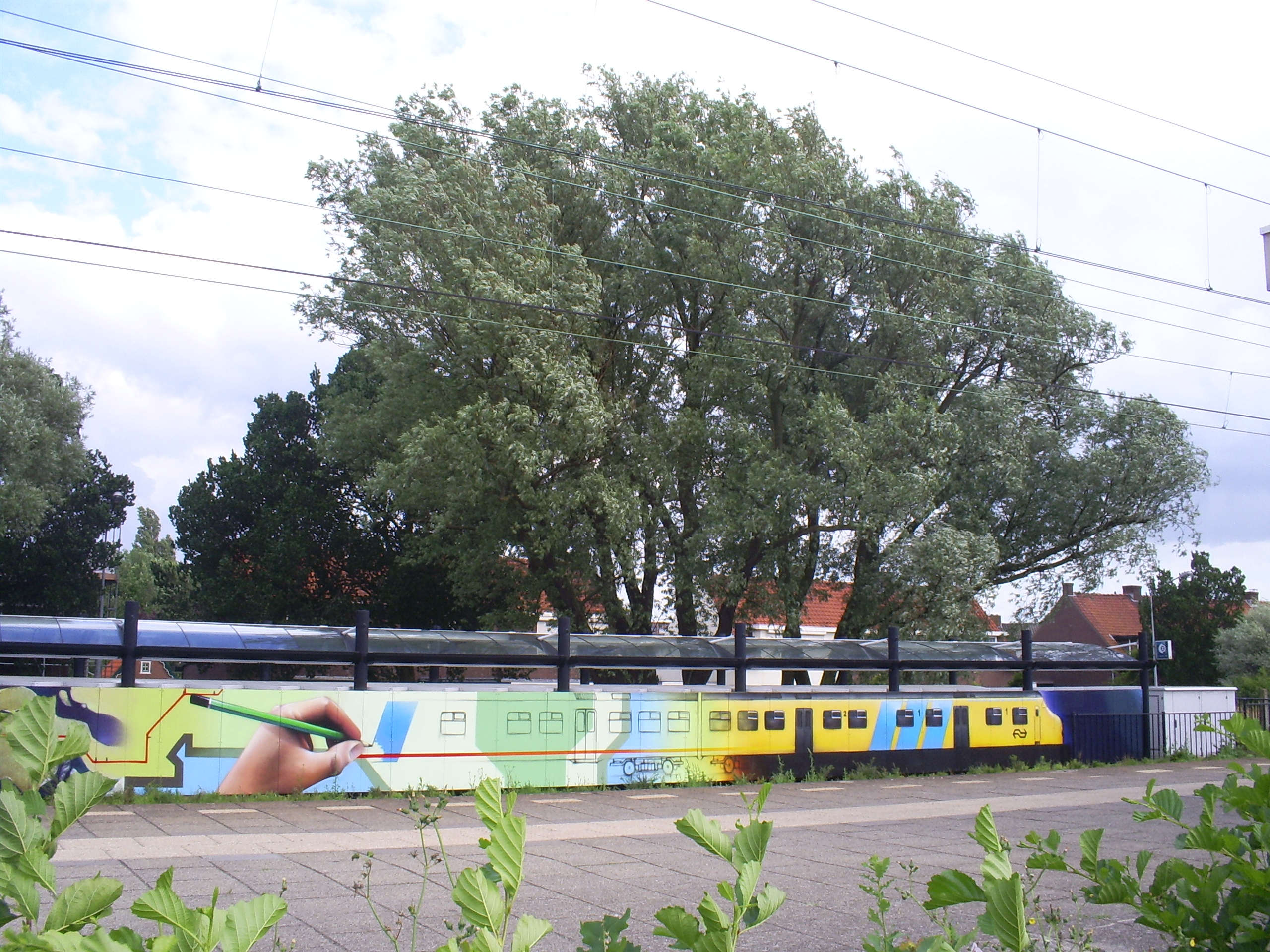
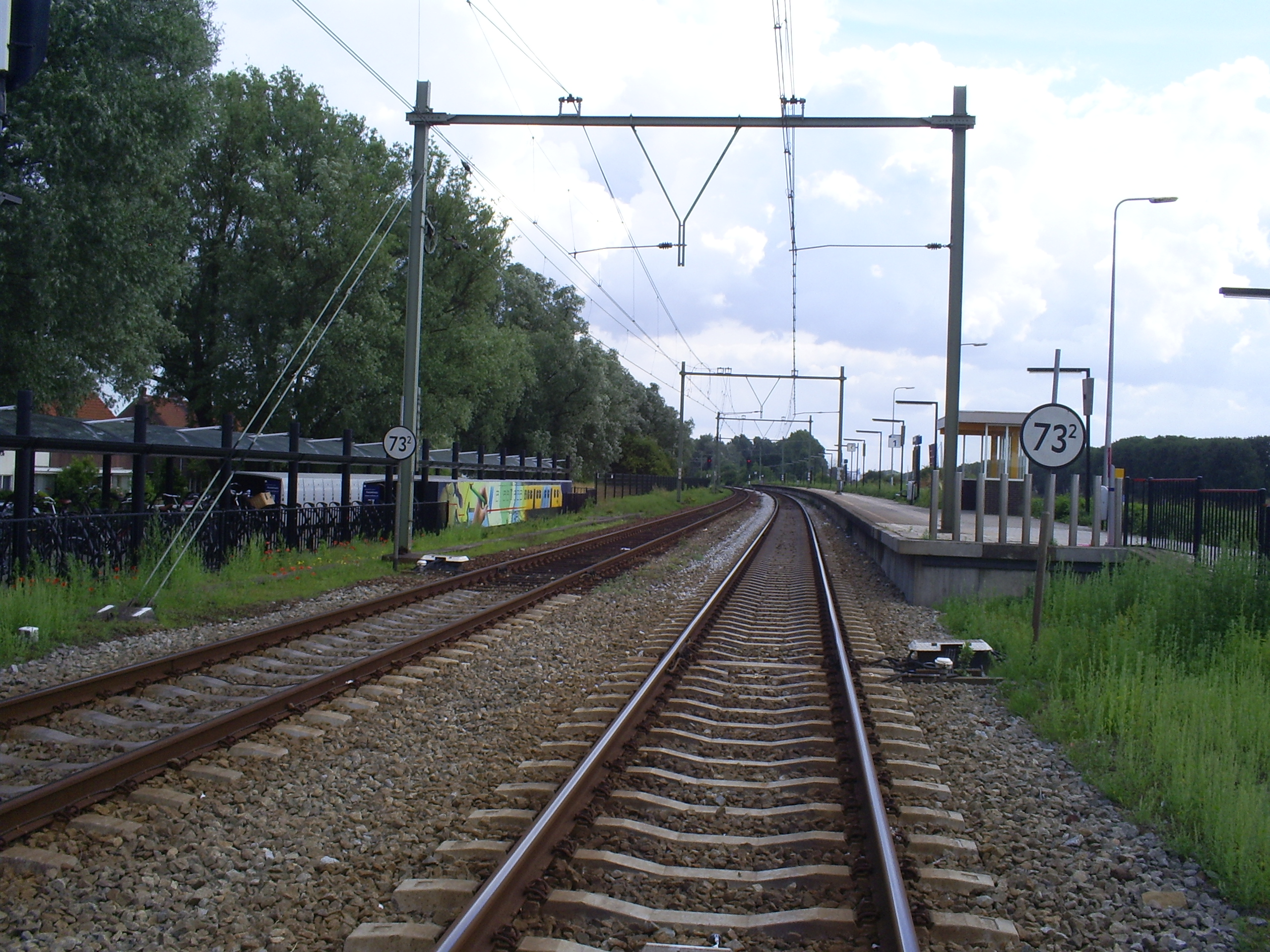
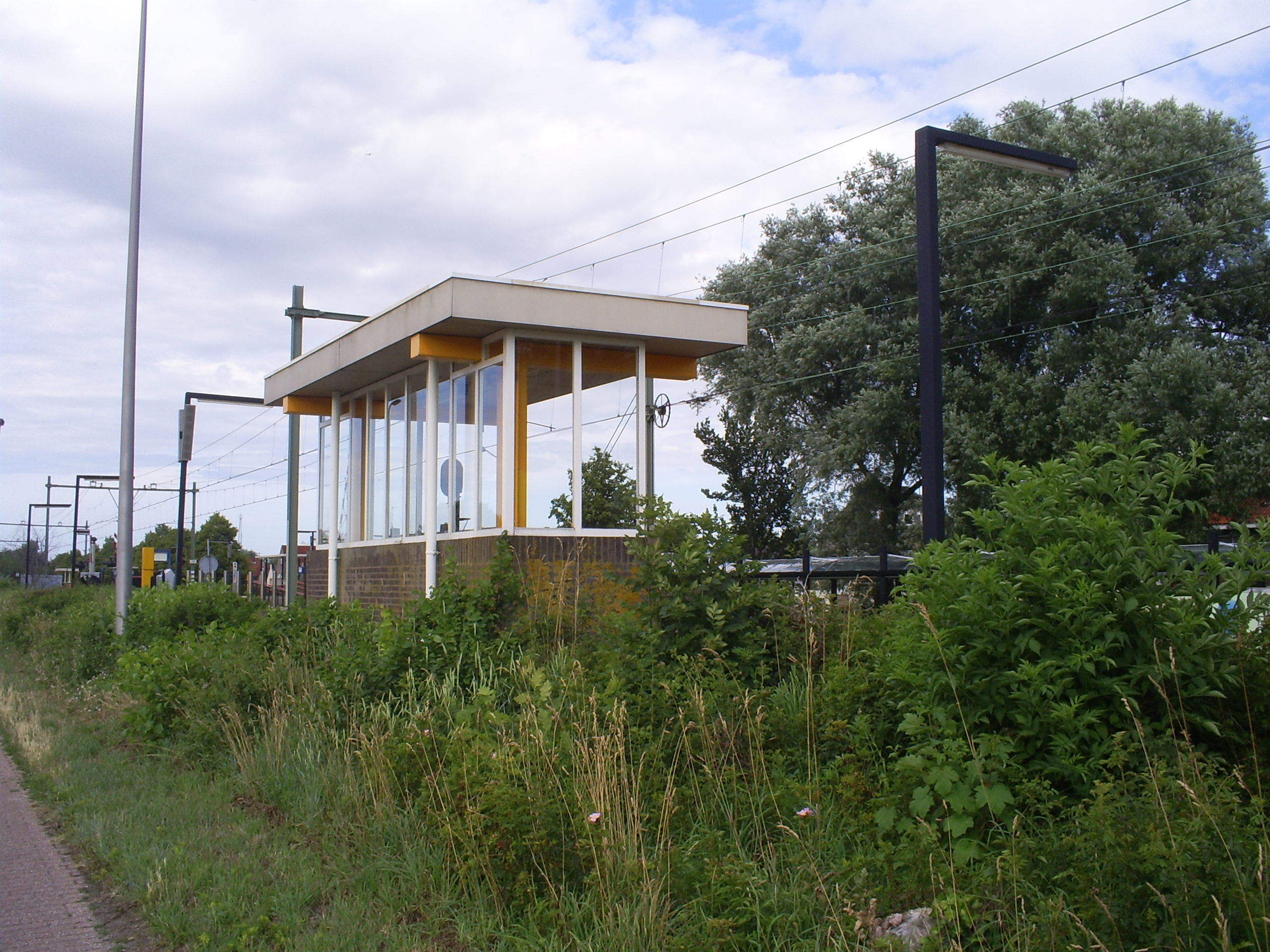
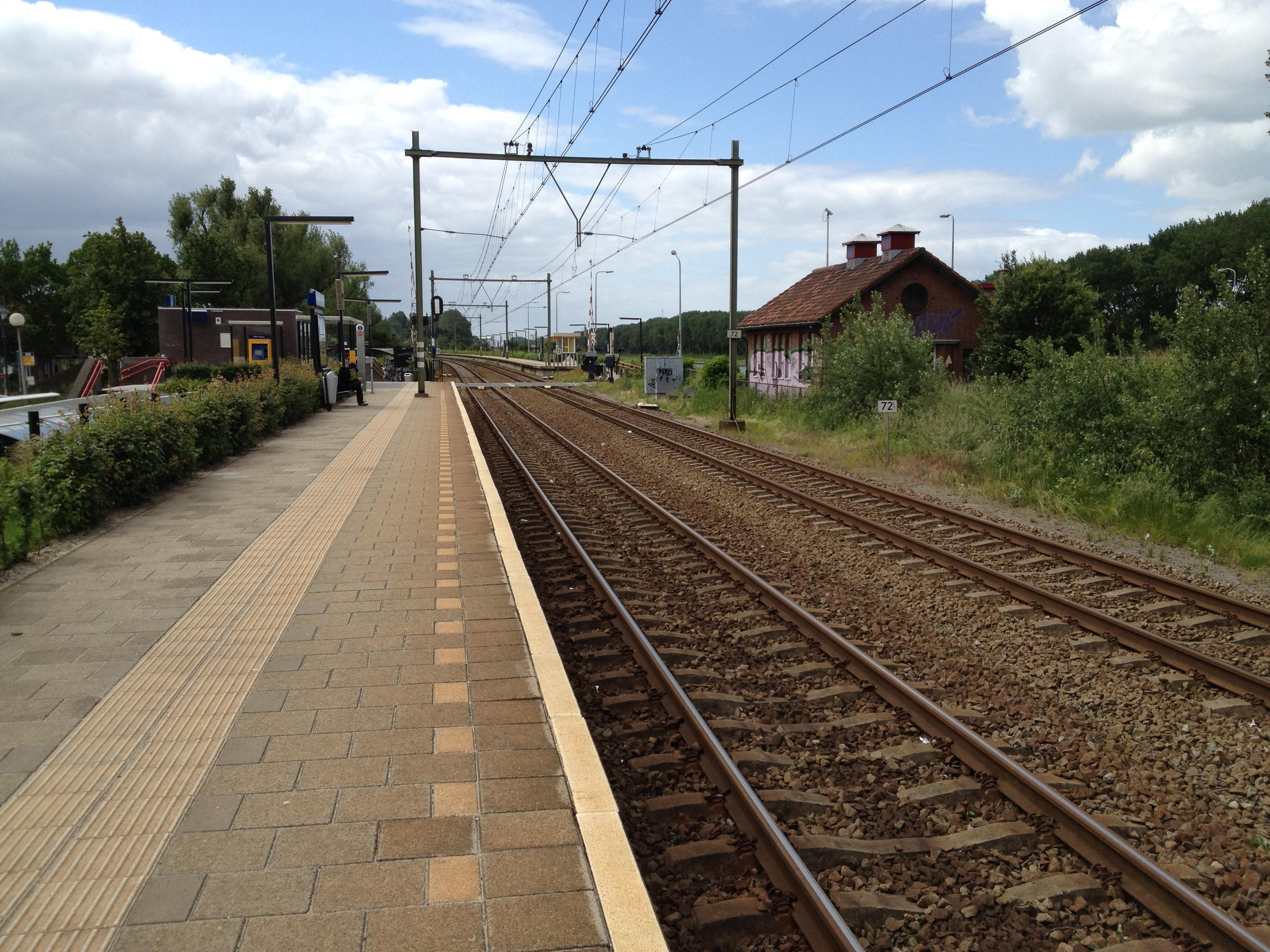
Perrons van station Vlissingen Souburg, gezien in de richting van Vlissingen
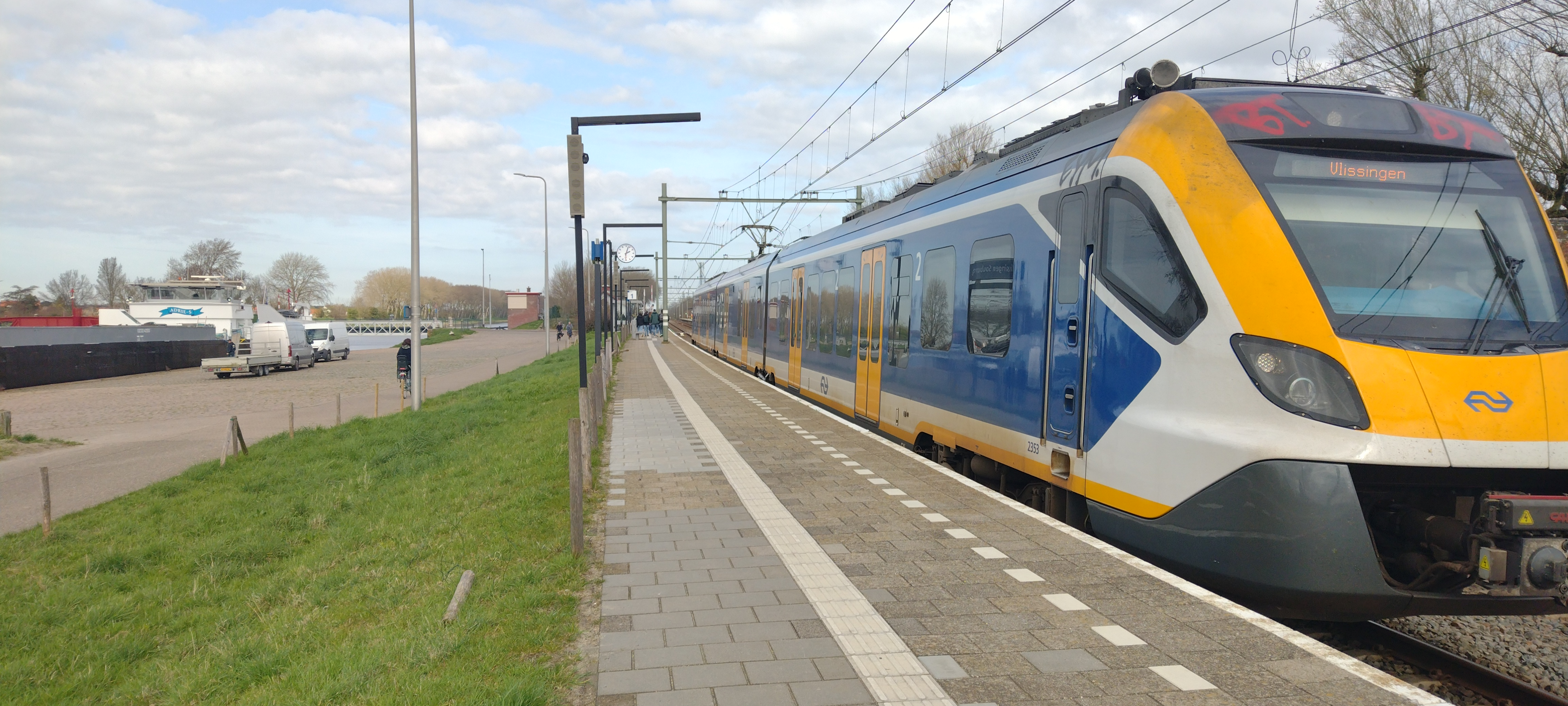
SNG op het station
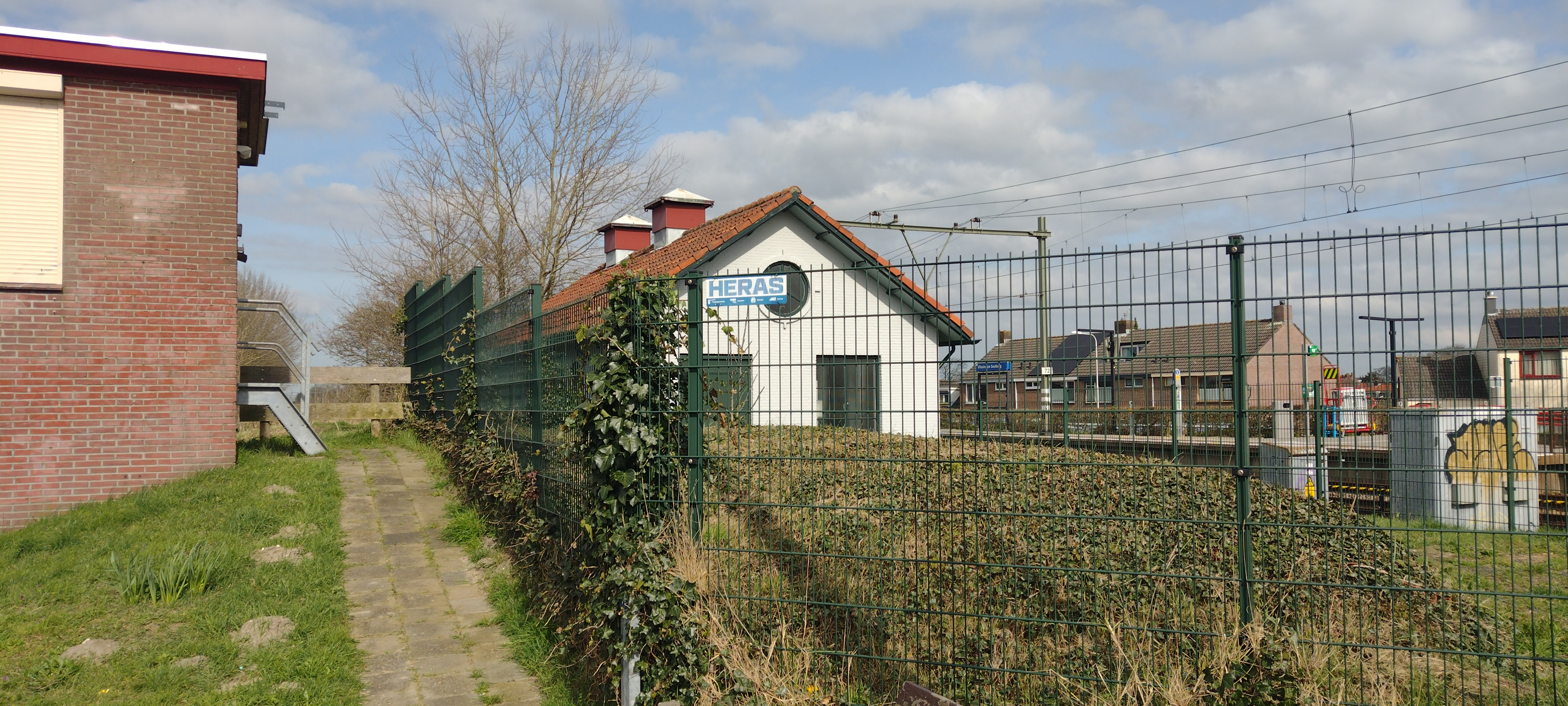
Gebouwtje naast het station

## Ontwikkeling aantal reizigers
Het aantal door NS vervoerde reizigers (per gemiddelde werkdag) ontwikkelde zich sedert 2019 als volgt:
| Jaar | Aantal reizigers |
| ---- | ---------------- |
| 2019 | 954              |
| 2020 | 530              |
| 2021 | 578              |
| 2022 | 712              |
| 2023 | 754              |
| 2024 | 757              |

0,0: Roosendaal ·
6,6: Wouw ·
12,5: Bergen op Zoom ·
18,4: Woensdrecht ·
28,2: Rilland-Bath ·
31,5: Krabbendijke ·
Oostdijk ·
38,2: Kruiningen-Yerseke ·
40,3: Vlake ·
44,1: Kapelle-Biezelinge ·
49,2: Goes ·
54,3: 's-Heer Arendskerke ·
Noord Kraaijert ·
64,5: Arnemuiden ·
68,3: Middelburg ·
71,0: Oost Souburg ·
72,0: Vlissingen Souburg ·
73,7: Vlissingen Stad ·
74,4: Vlissingen
Arnemuiden · 
Goes · 
Kapelle-Biezelinge · 
Krabbendijke · 
Kruiningen-Yerseke · 
Middelburg · 
Rilland-Bath · 
Vlissingen · 
-Souburg
Voormalige stations: zie de lijst van voormalige spoorwegstations in Zeeland